# Паспорт гражданина США
Паспорт гражданина США — документ, удостоверяющий гражданство США за рубежом Государственным департаментом. Соответствует стандартам ИКАО. На синей лицевой стороне изображена Большая печать США.
Выдаётся после подачи заявления и уплаты пошлины, в соответствии с Законом о гражданстве лицам, родившимся или натурализованным в Соединённых Штатах, а также родившимся на островных территориях Пуэрто-Рико, Гуама, Американских Виргинских и Северных Марианских островов (с 16 лет — обычно на десятилетний срок, от 15 и ниже — на пятилетний). Американское законодательство не признаёт двойное гражданство, но и не запрещает гражданам США иметь второе гражданство, но они могут пересекать границу США только по паспорту США.
Существует пять видов паспортов США: обычный, служебный, официальный, дипломатический, обычный со специальными метками («no-fee», например для моряков). Кроме полноценного паспорта существует также идентификационная Паспортная карта США, позволяющая путешествовать по земле и морю между странами инициативы WHTI: США, Канадой, Мексикой и рядом островных государств западного полушария.

## Галерея

Обложка современного биометрического паспорта США (2020)
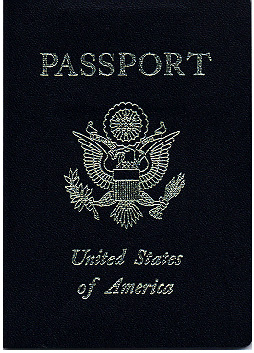
Старый (не биометрический) паспорт США
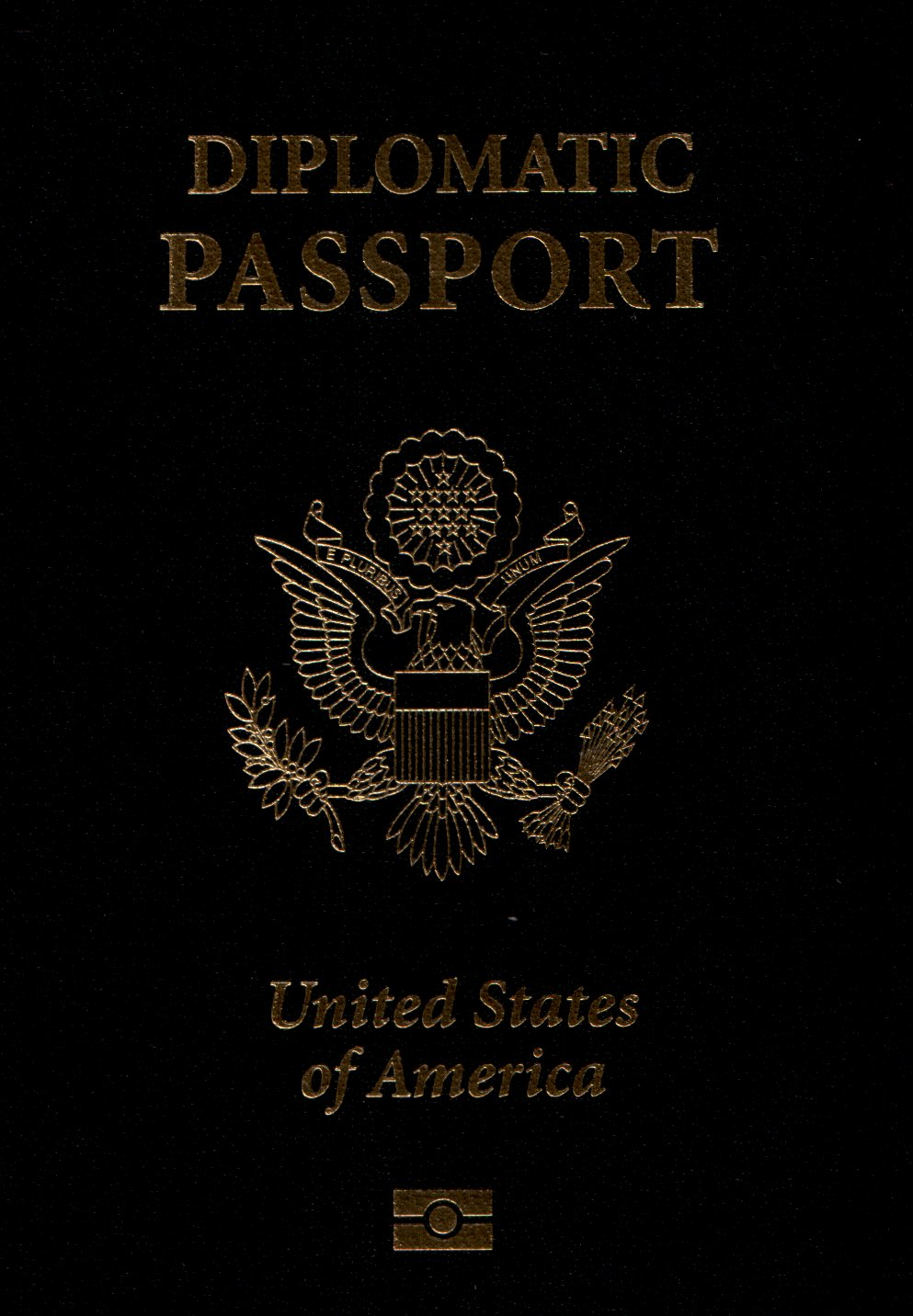
Дипломатический паспорт США
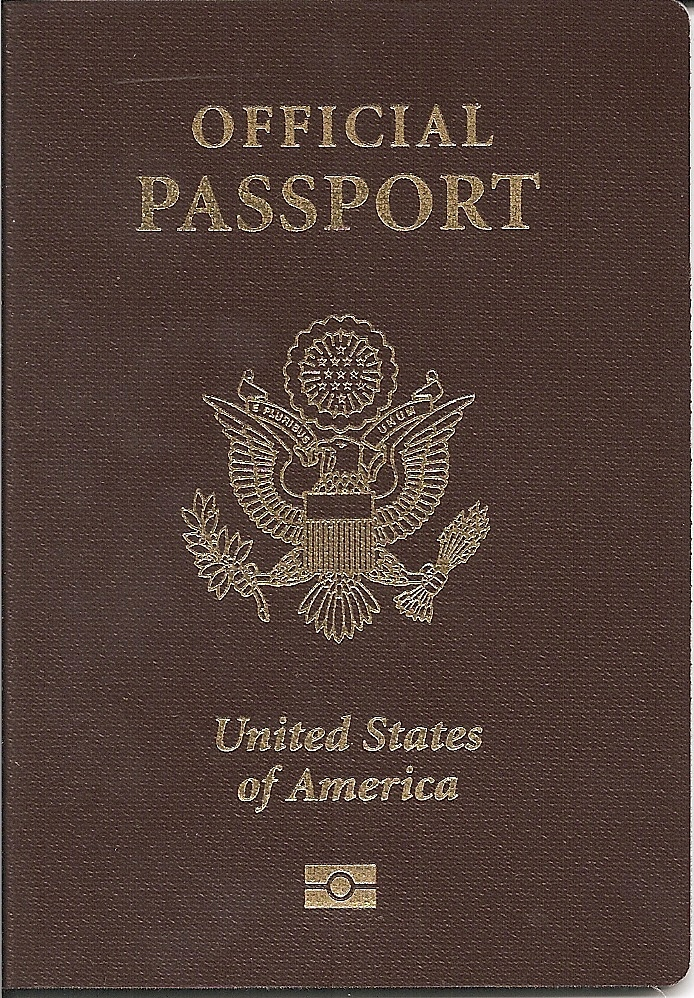
«Официальный» биометрический паспорт жителя США